# Tragant
Tragant (Astragalus) ist eine Pflanzengattung in der Unterfamilie der Schmetterlingsblütler (Faboideae) innerhalb der Familie der Hülsenfrüchtler (Fabaceae). Mit etwa 1600 bis 3000 Arten ist sie die größte Gattung innerhalb der Gefäßpflanzen. Sie ist über den größten Teil der Nordhalbkugel (Holarktis) verbreitet. Aus einigen Arten wird das Verdickungsmittel Traganth gewonnen.

## Beschreibung

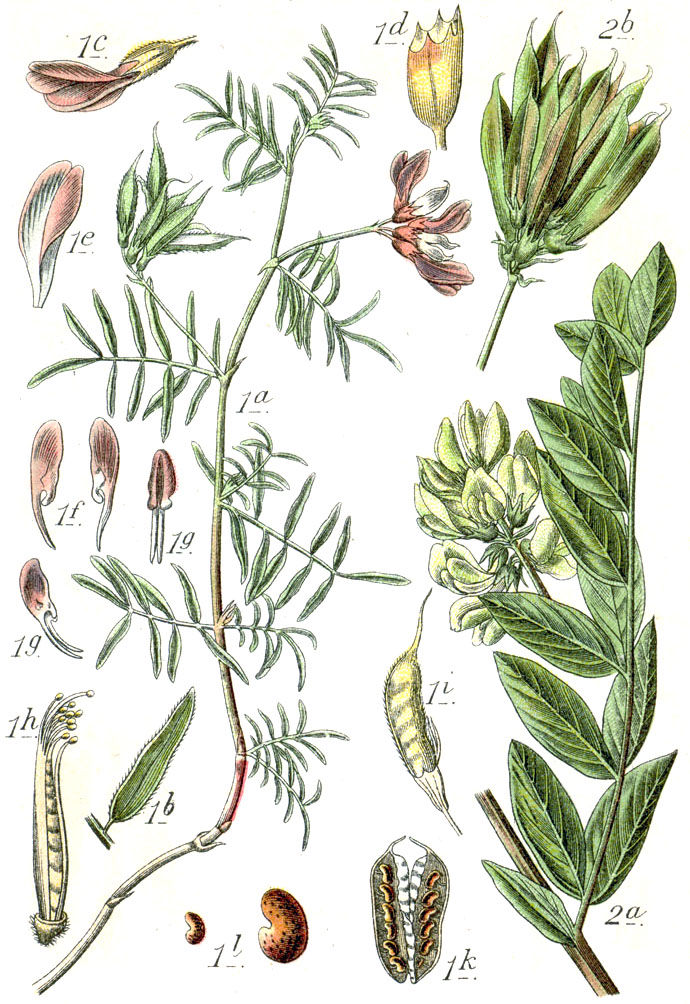
Illustration: links: Sand-Tragant (Astragalus arenarius) und
rechts: Bärenschote (Astragalus glycyphyllos)

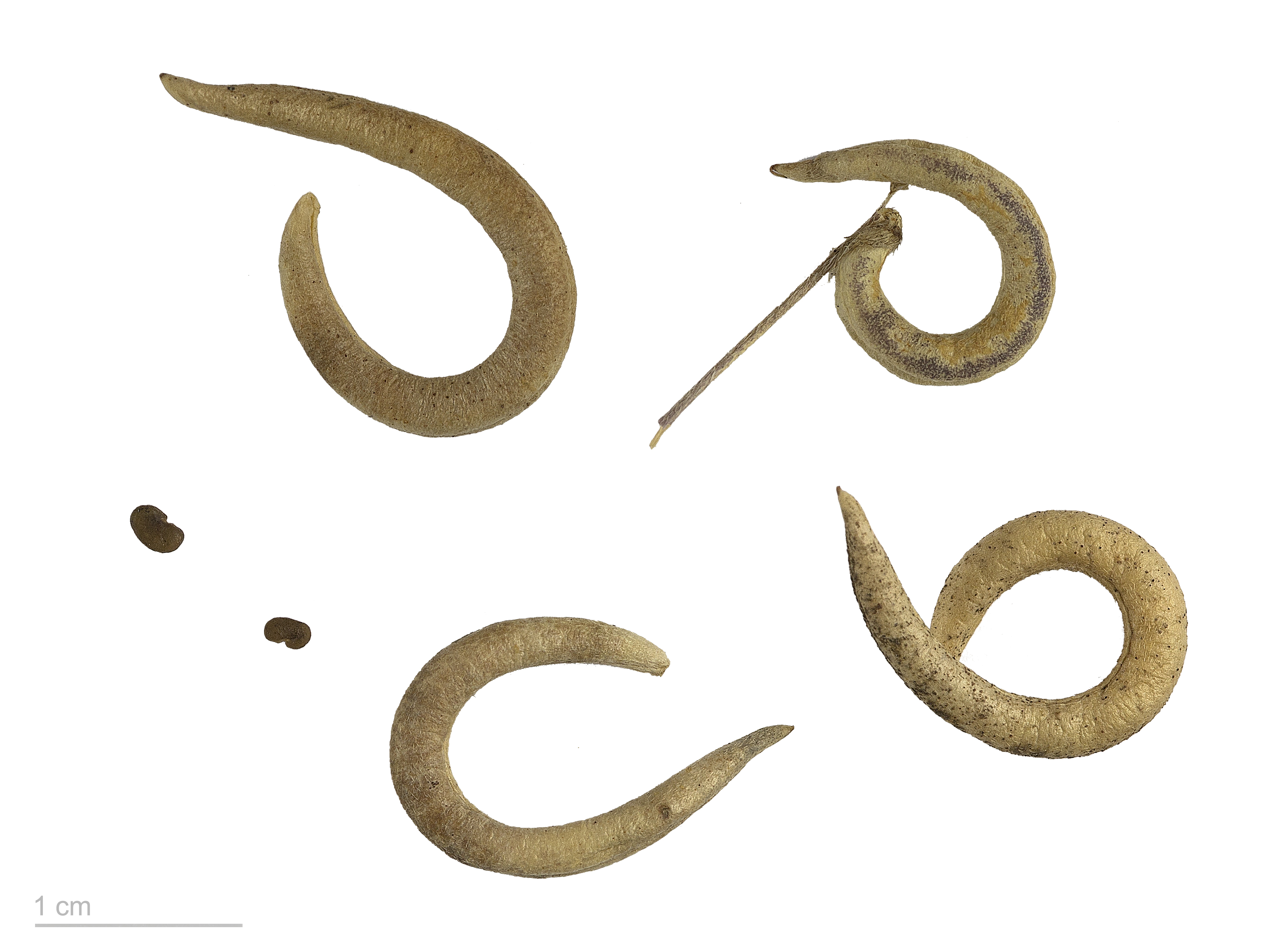
Früchte und Samen von Astragalus hamosus

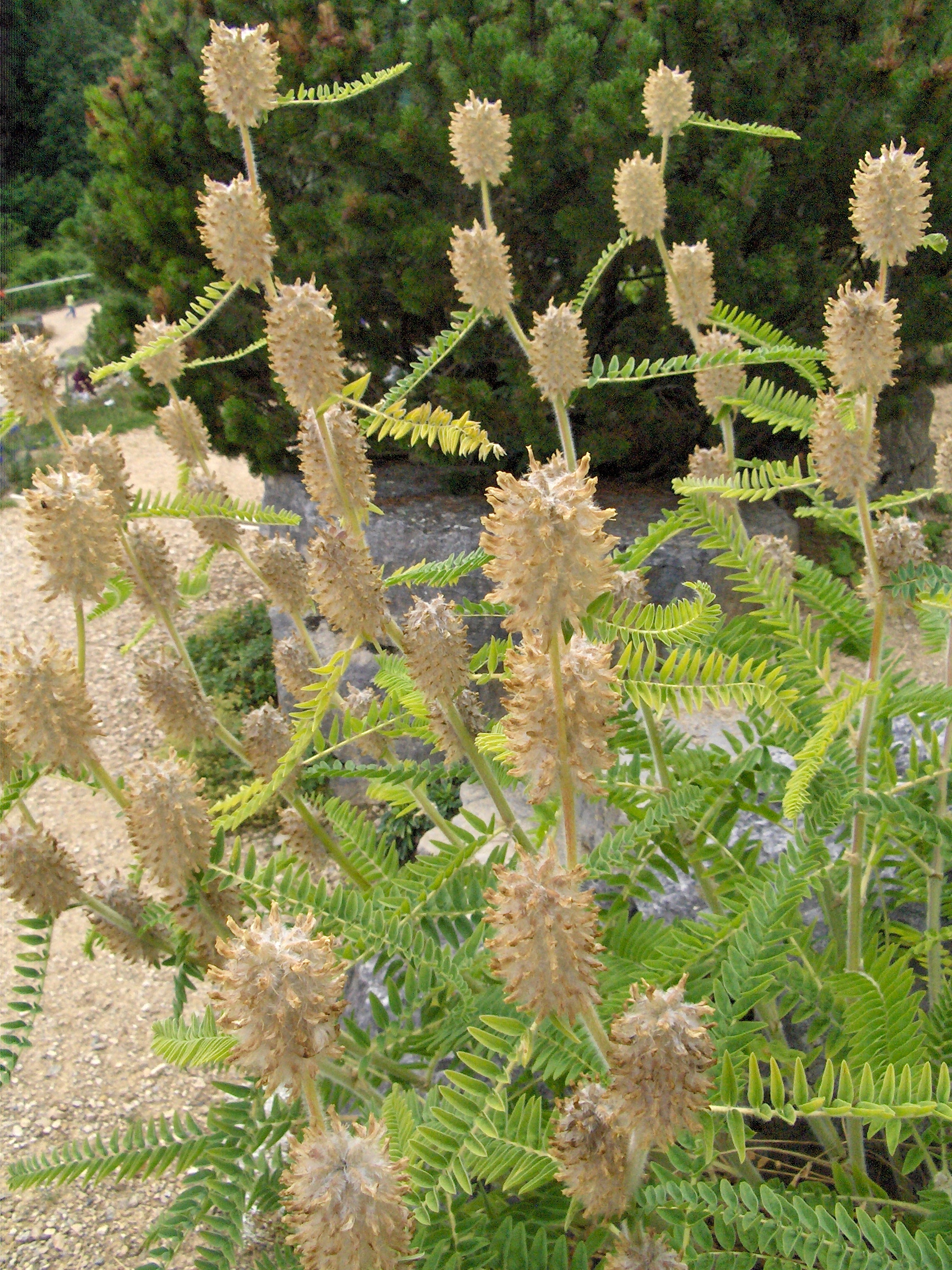
Astragalus alopecurus

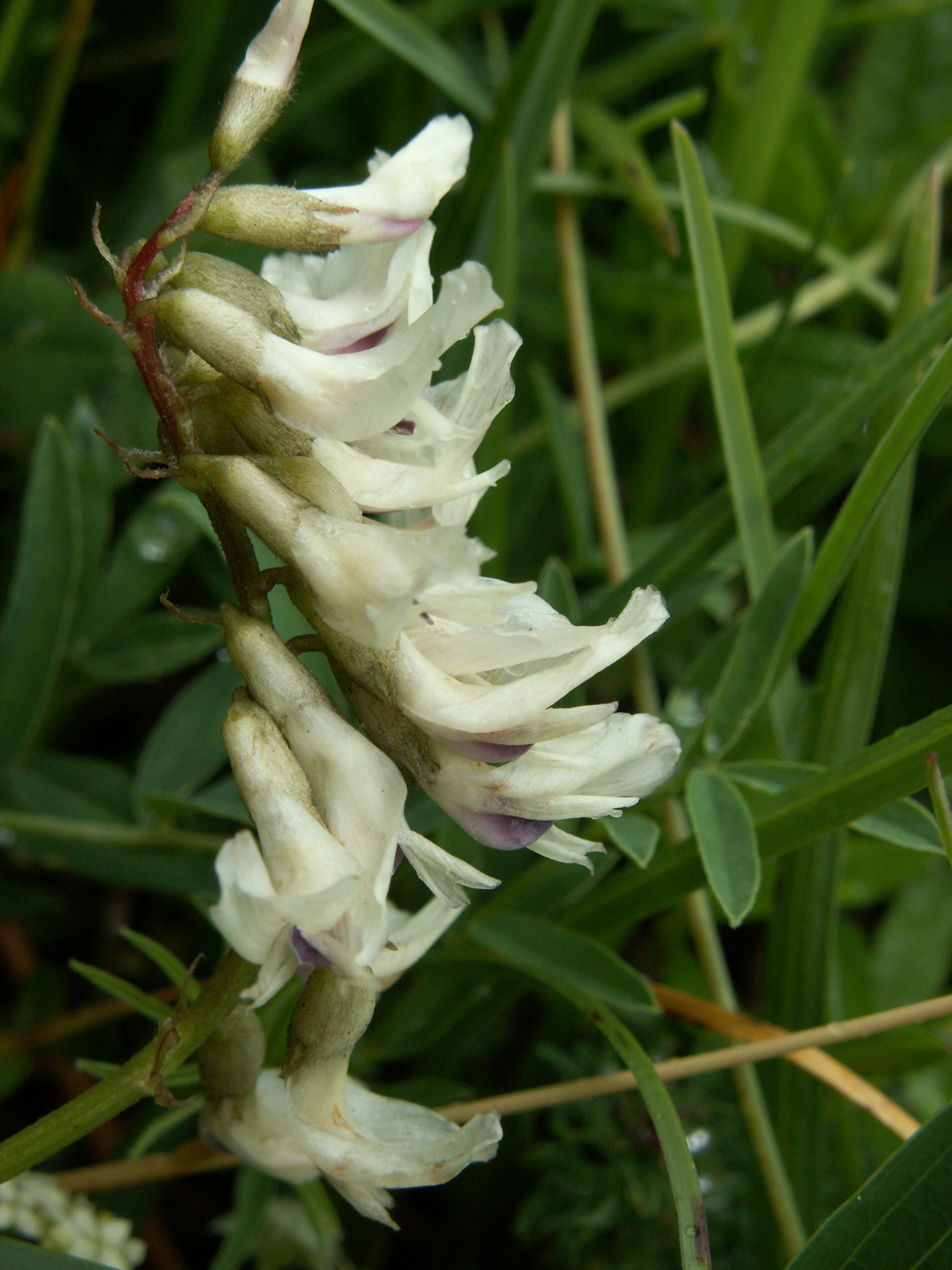
Südlicher Tragant (Astragalus australis)

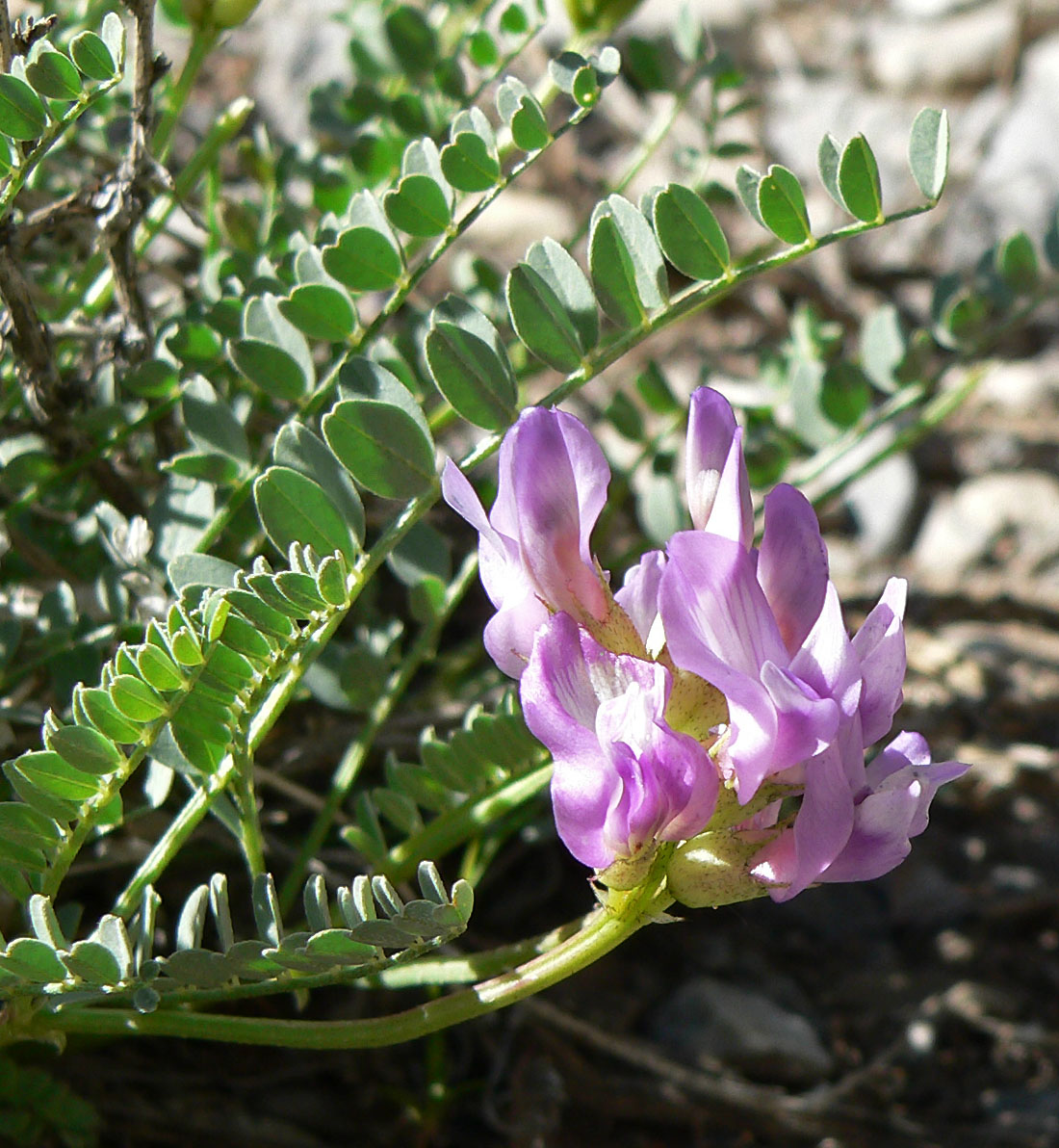
Astragalus beckwithii

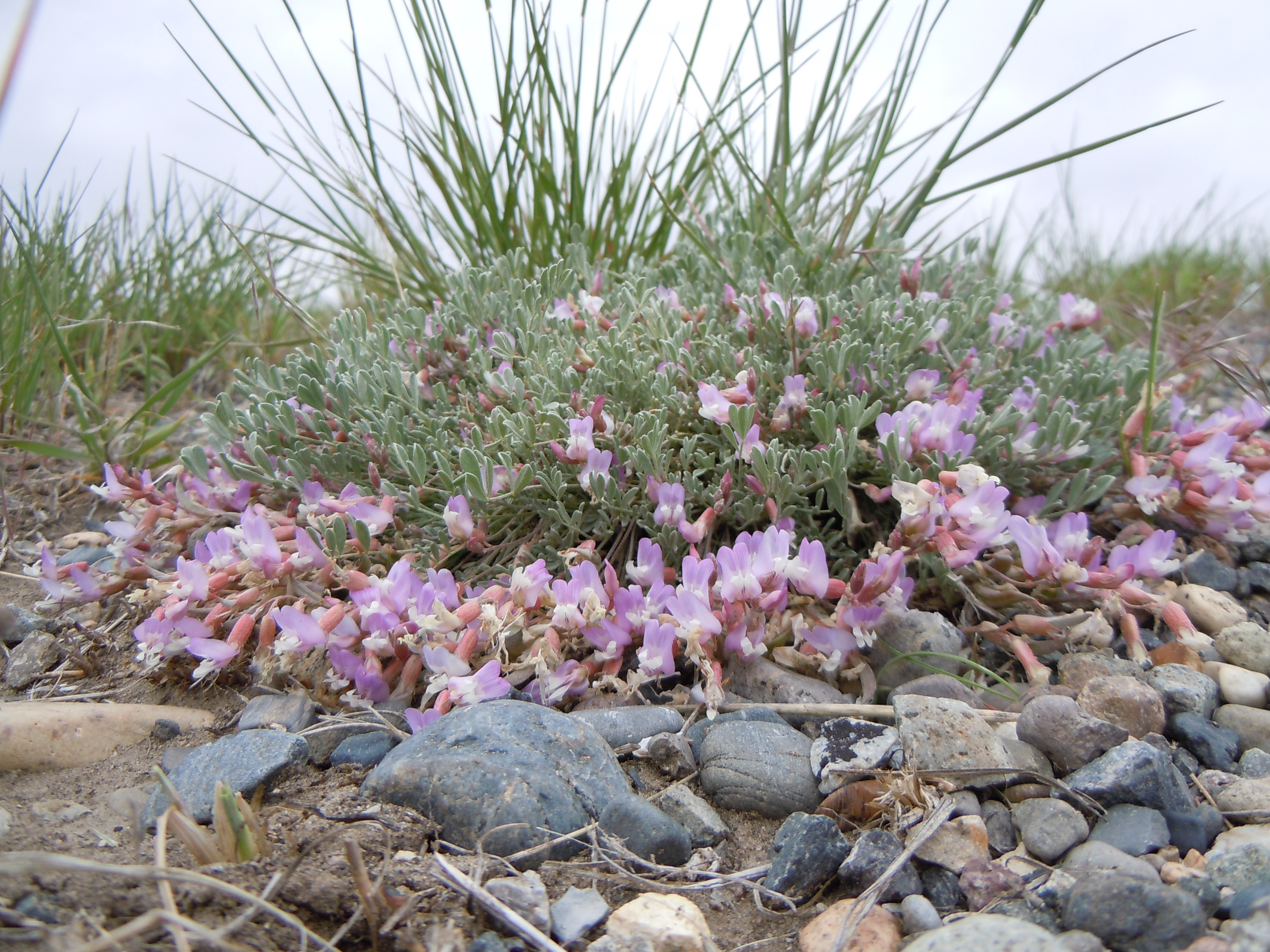
Astragalus calycosus

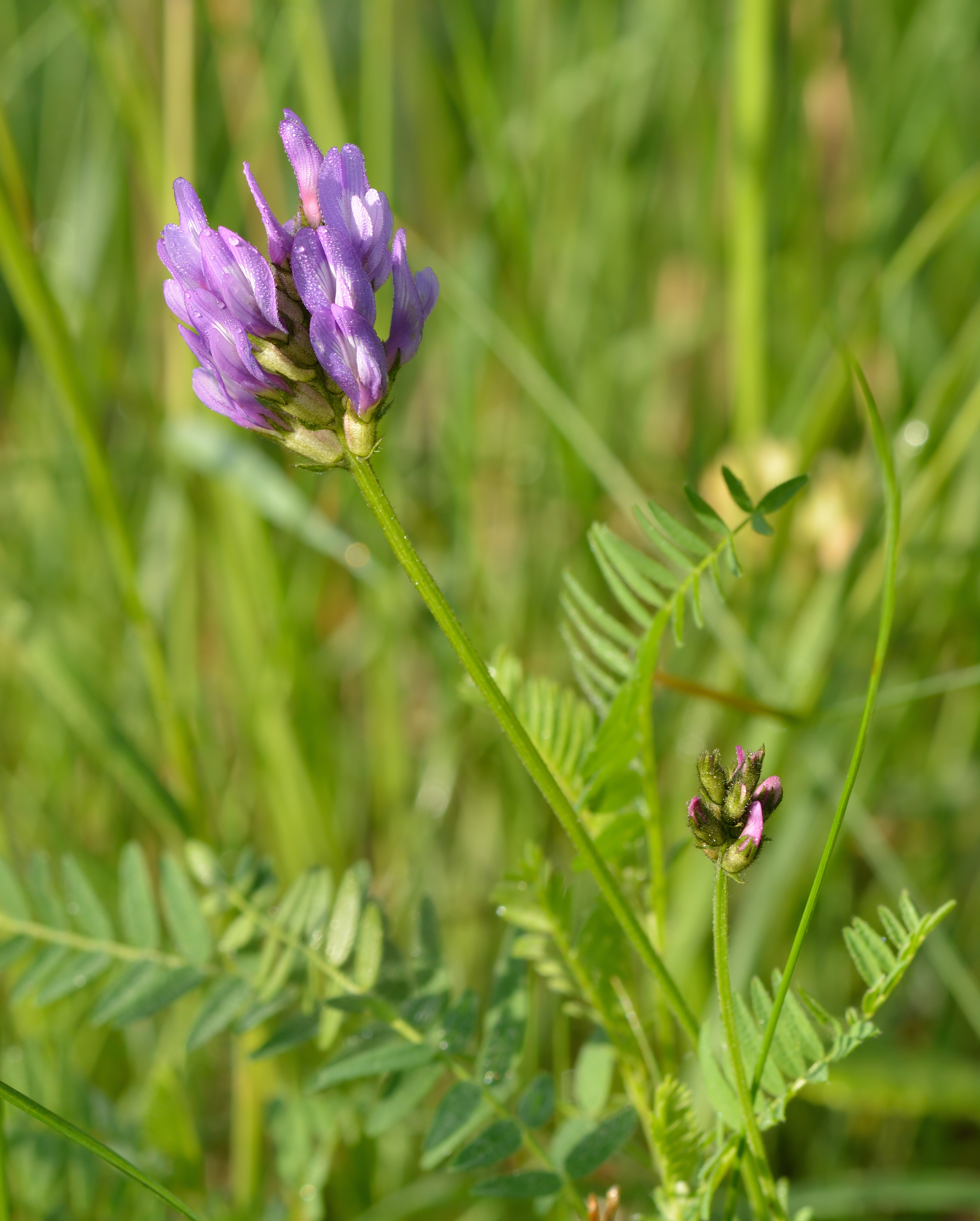
Astragalus danicus

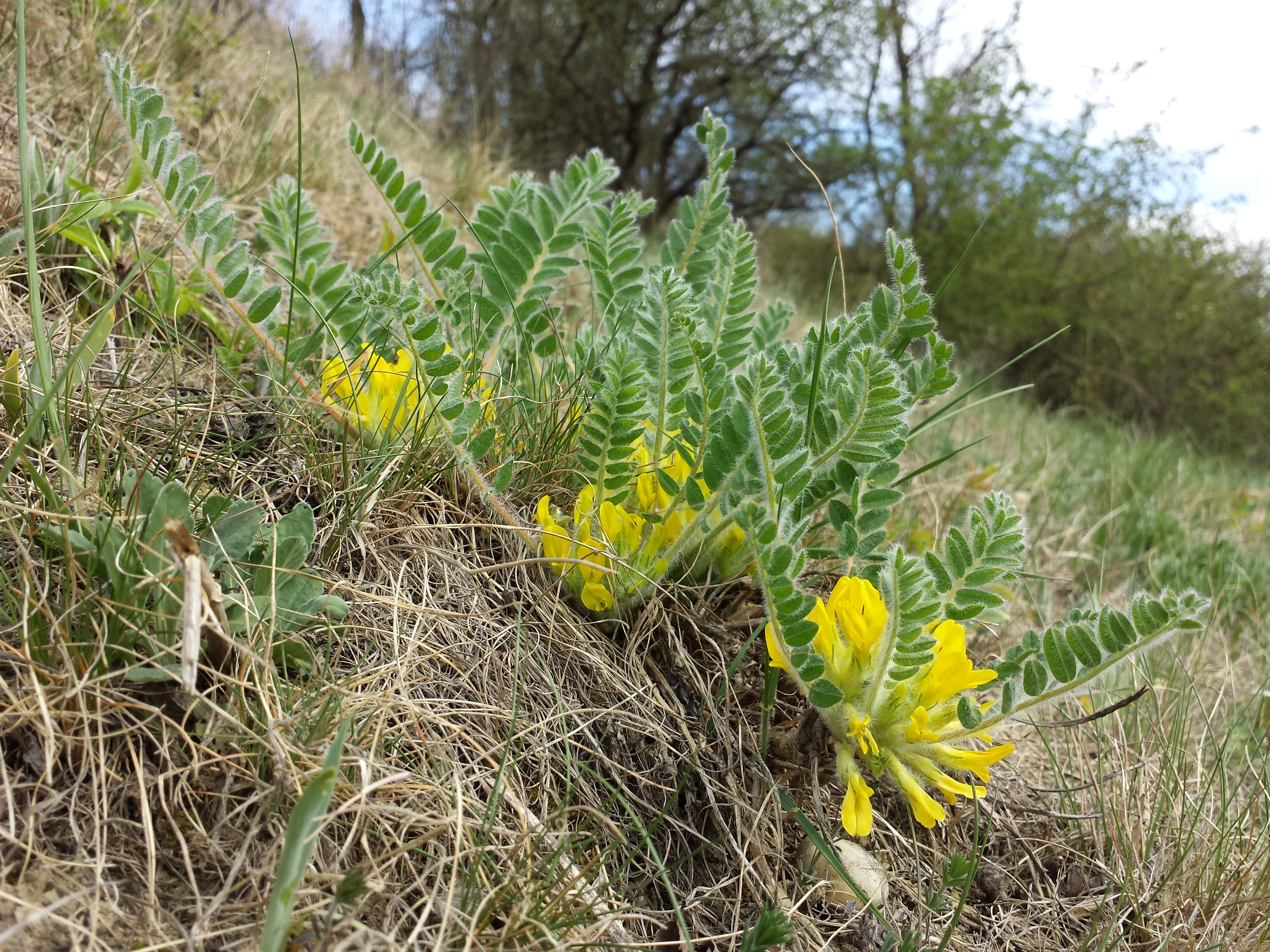
Astragalus exscapus

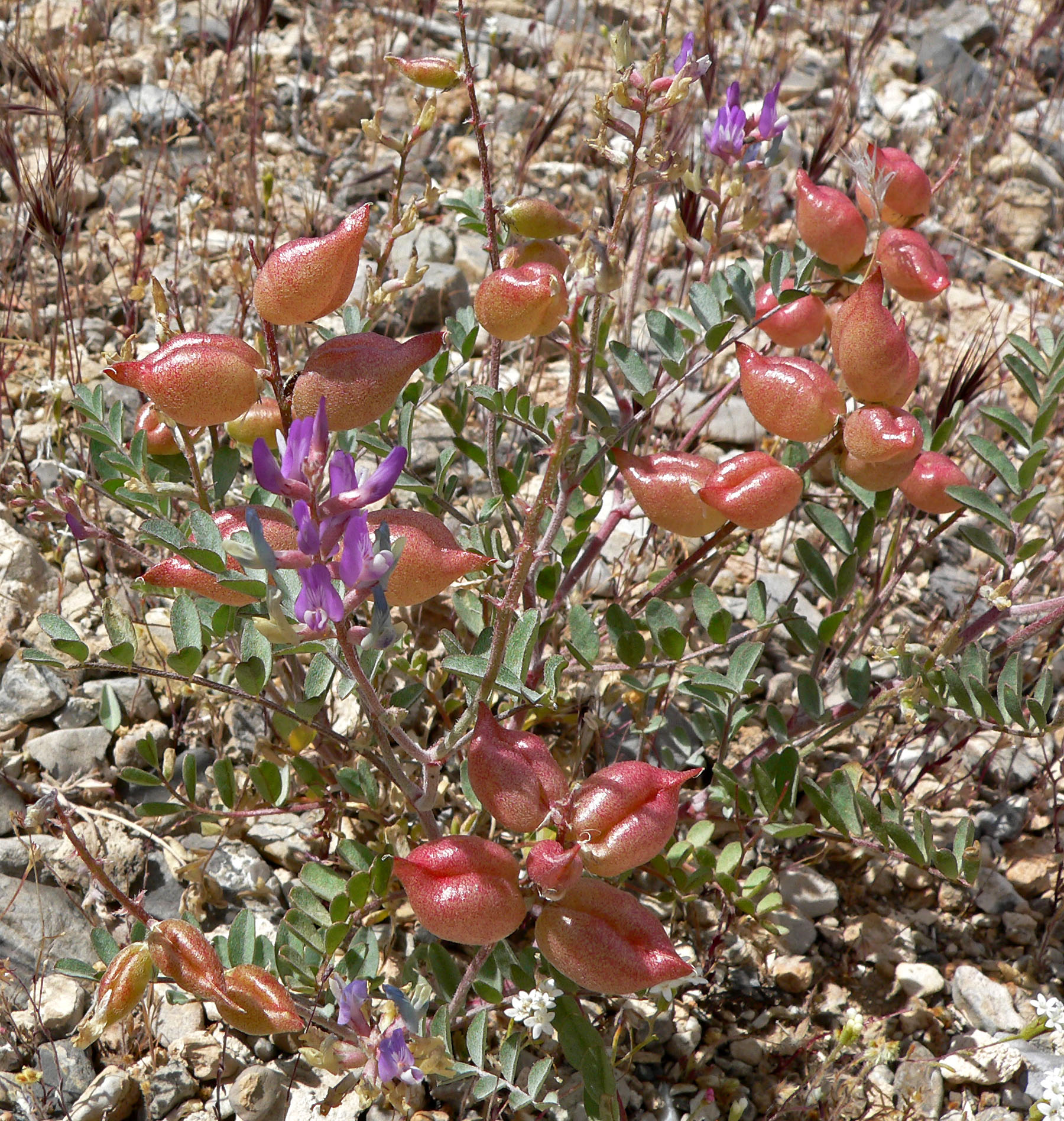
Astragalus lentiginosus

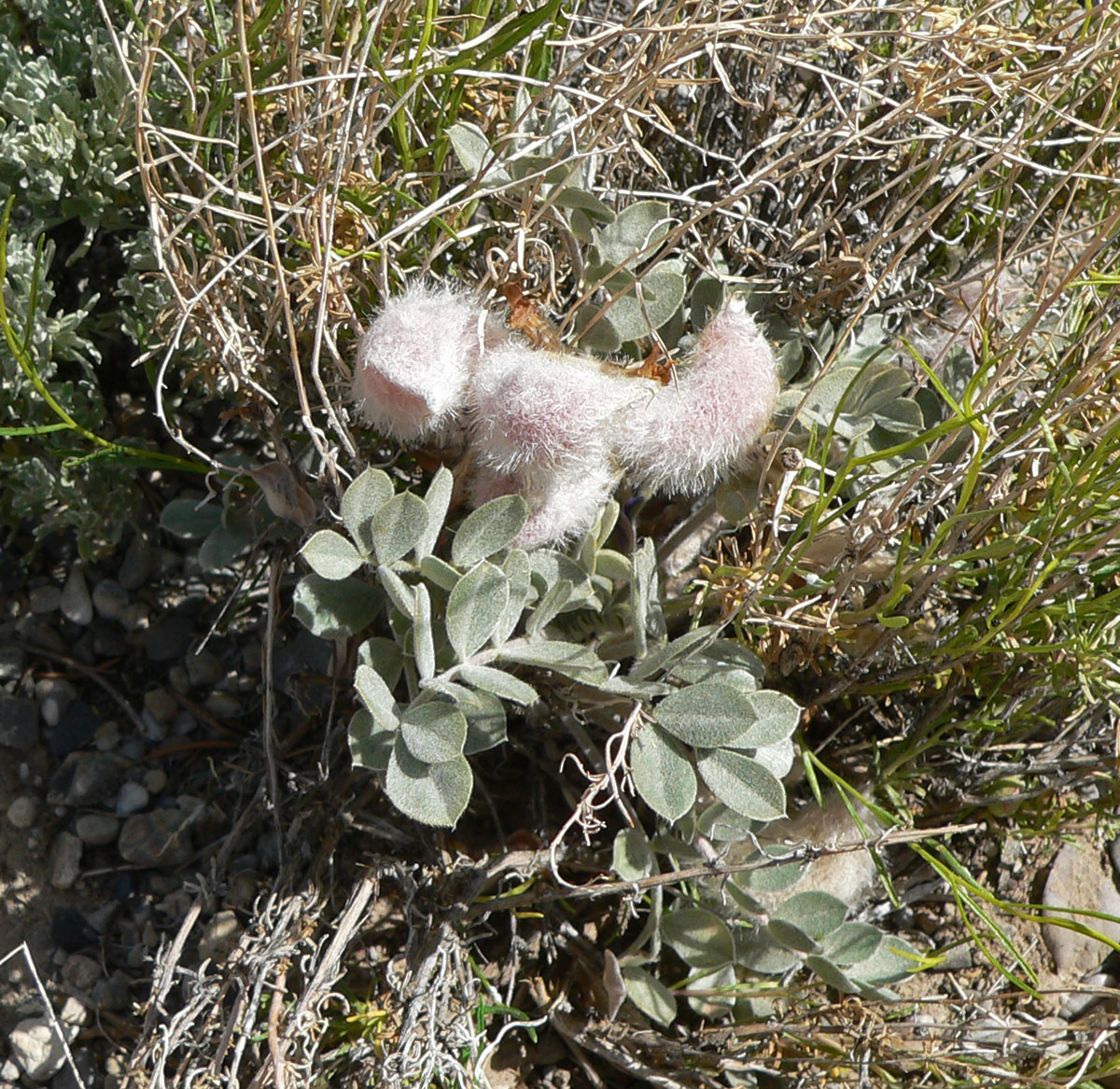
Astragalus newberryi

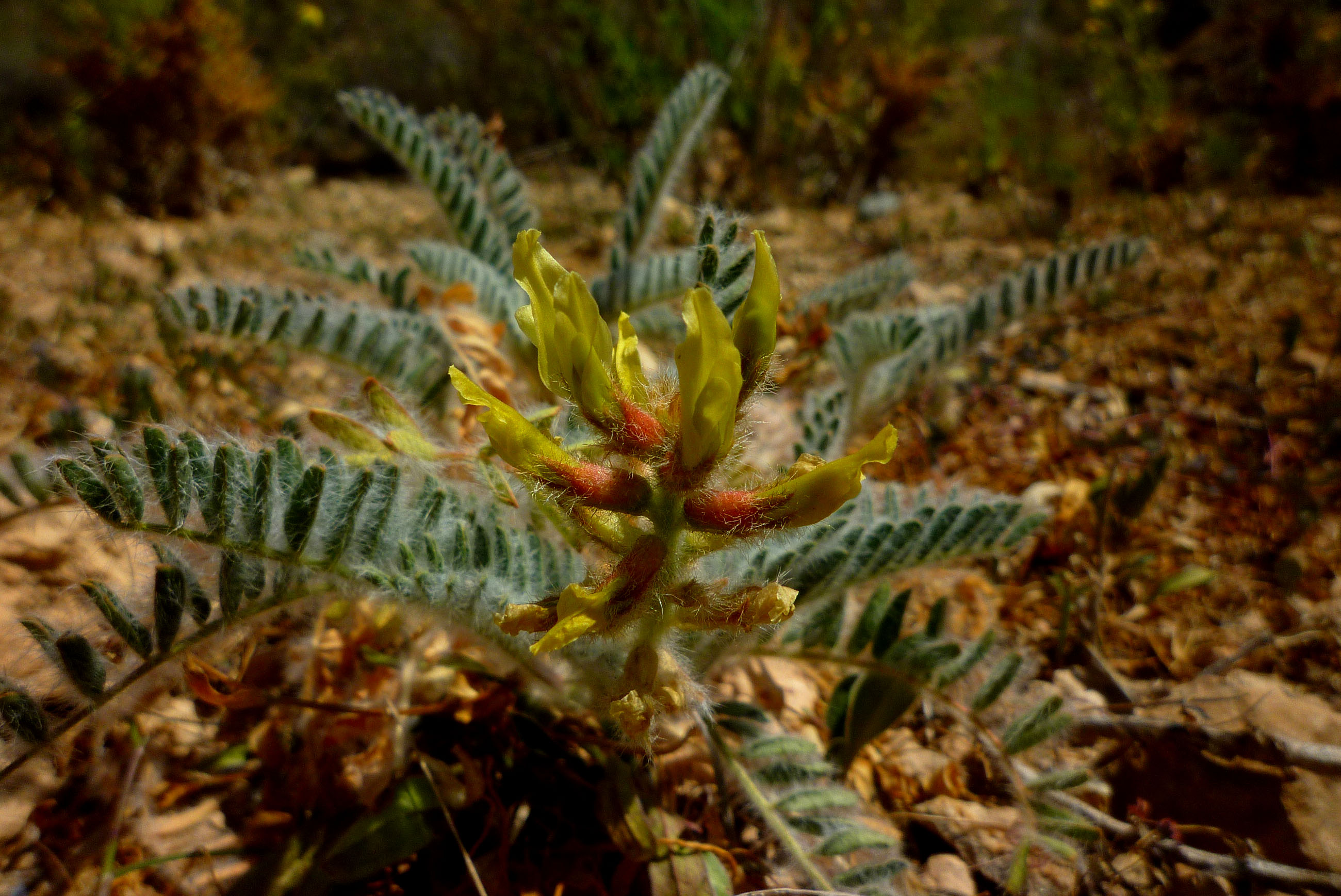
Astragalus nitidiflorus

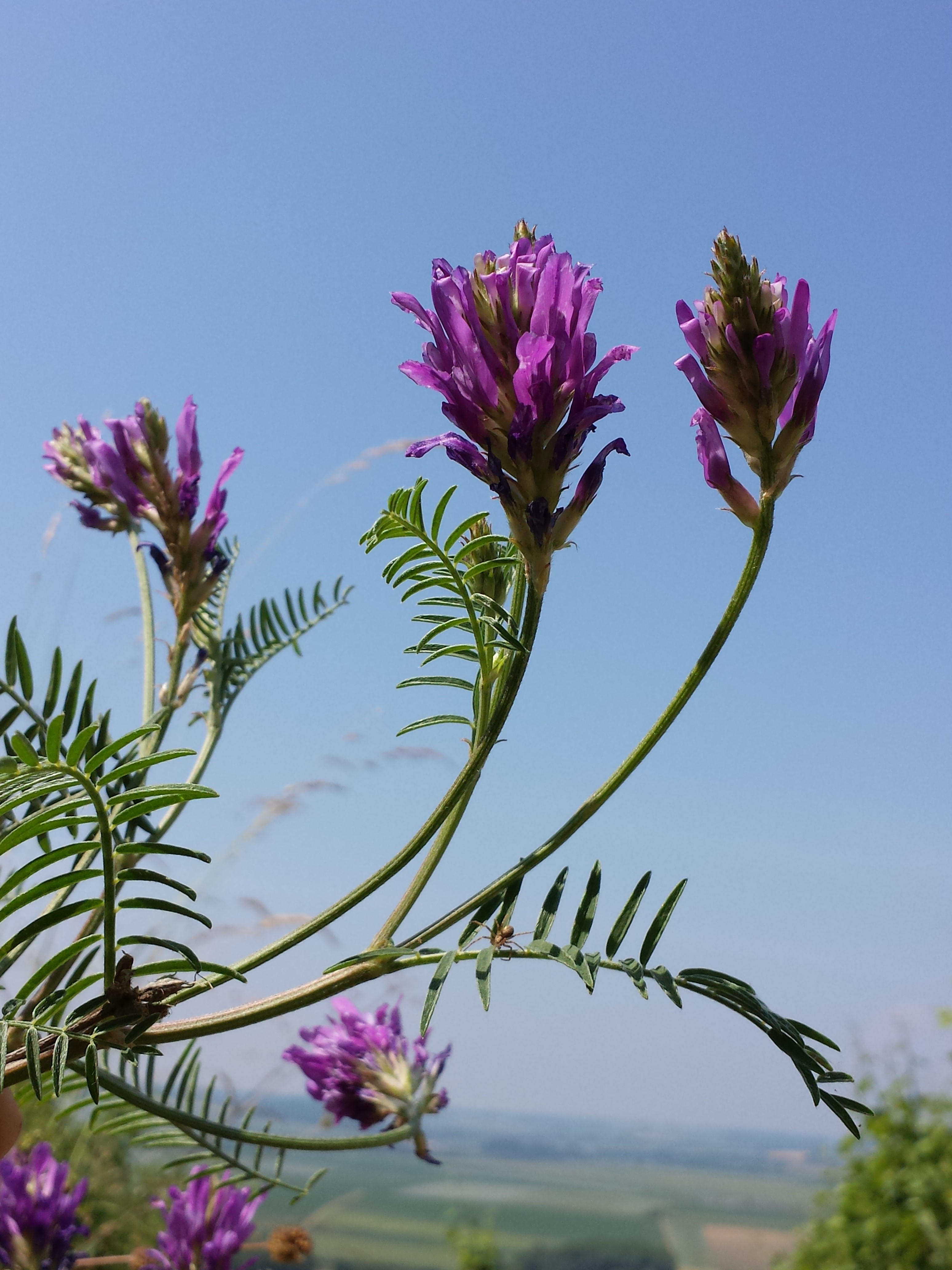
Astragalus onobrychis

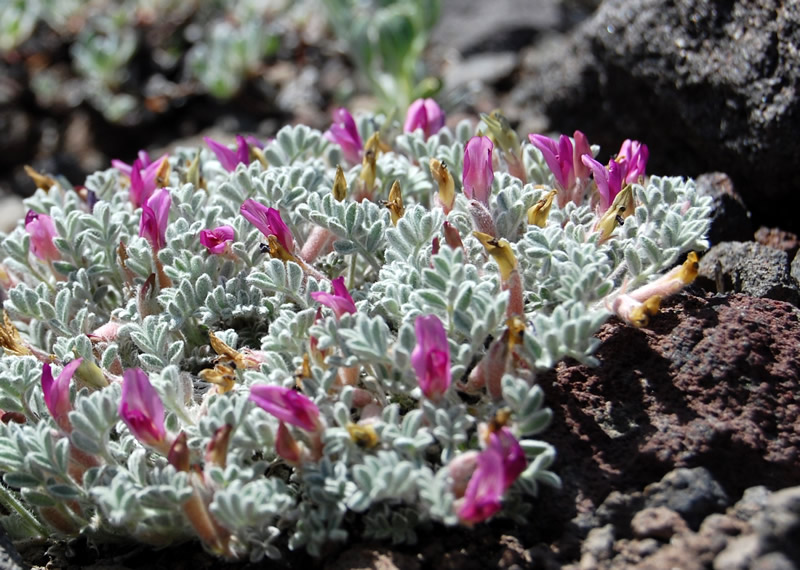
Astragalus purshii

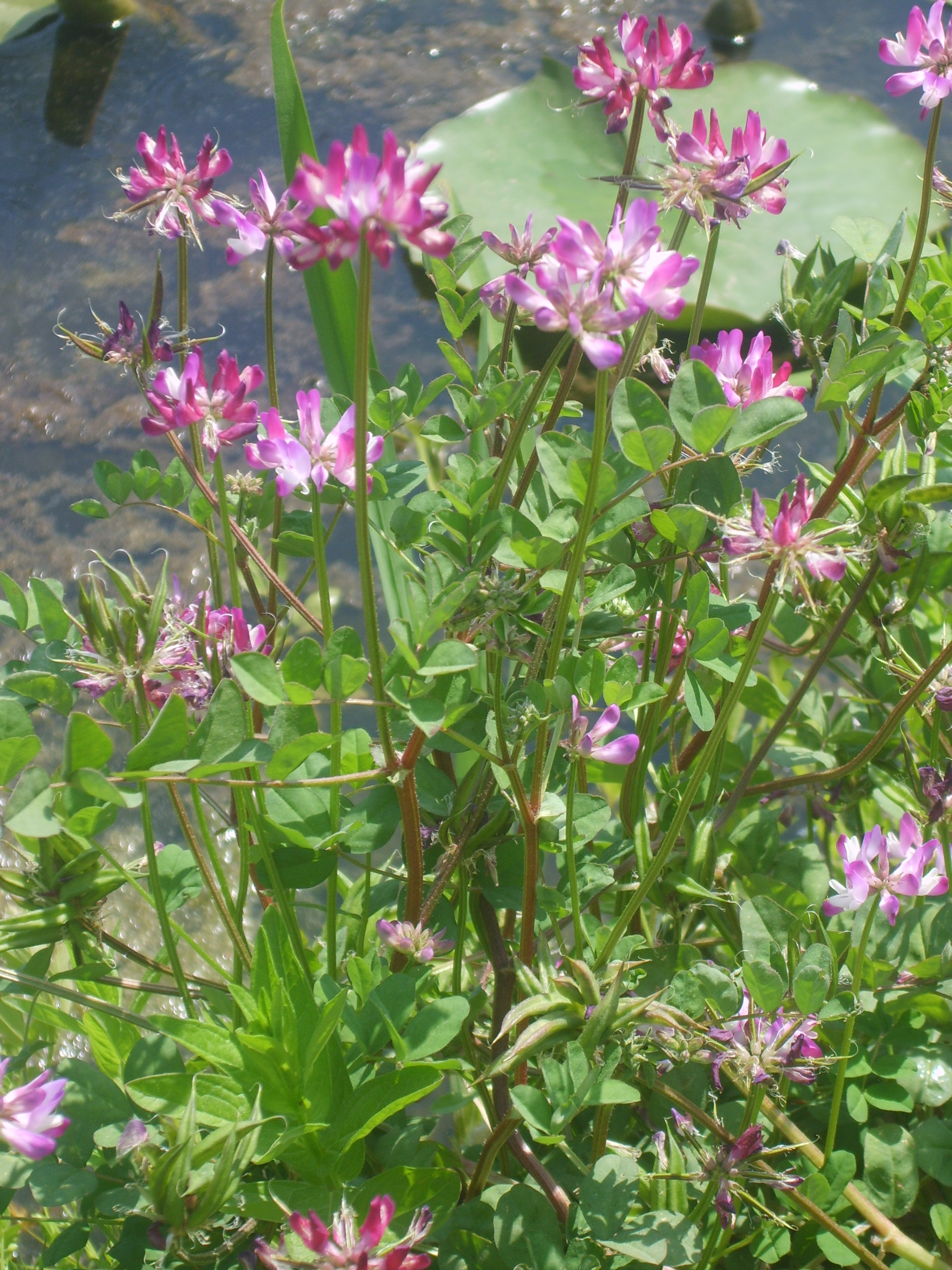
Astragalus sinicus

### Vegetative Merkmale
Tragant-Arten sind einjährige bis ausdauernde krautige Pflanzen oder Halbsträucher bis Sträucher. In Mitteleuropa sind alle Arten ausdauernde, krautige Pflanzen mit verholztem Rhizom. Manche Arten sind bedornt. Die oberirdischen Pflanzenteile sind behaart oder kahl; die weißen oder schwarzen Haare (Trichome) sind basifix und einfach oder symmetrisch oder asymmetrisch und zweiästig (wie eine Kompassnadel).
Die wechselständig angeordneten Laubblätter sind paarig oder unpaarig gefiedert, die mitteleuropäischen stets unpaarig. Selten stehen die Fiederblättchen quirlig auf dem Blattstiel. Die Fiederblättchen sind ganzrandig. Die grünen oder häutigen Nebenblätter können frei, mit dem Blattstiel verwachsen oder untereinander verwachsen sein; sie besitzen am Rand oft winzige, fast sitzende Drüsen.

### Blütenstände und Blüten
Seitenständig auf Blütenstandsschäften oder sitzend sind wenige bis viele Blüten in kopfigen, traubigen oder ährigen Blütenständen dicht oder locker angeordnet. Die relativ großen Tragblätter besitzen oft winzige, fast sitzende Drüsen. Es sind manchmal Deckblätter vorhanden. Blütenstiele sind deutlich vorhanden oder fehlen fast.
Die zwittrigen, zygomorphen Blüten sind fünfzählig mit doppelter Blütenhülle. Die fünf kahlen oder selten behaarten Kelchblätter sind röhren- oder glockenförmig verwachsen mit fünf gleichen bis ungleichen Kelchzähnen, die meist innen behaart sind. Die Blütenkrone besitzt die typische Form der Schmetterlingsblüte. Die fünf freien Kronblätter sind weiß, gelb, violett oder purpurn und lang, seltener kurz genagelt. Die meist mehr oder weniger deutlich genagelte Fahne besitzt ein meist ausgerandetes, seltener gerundetes oberes Ende. Die meist schmalen Flügel sind geöhrt. Das Schiffchen ist stumpf. Das oberste der zehn Staubblätter ist meist frei. Die Staubbeutel sind alle gleich. Der sitzende oder gestielte, einzelne Fruchtknoten enthält meist viele Samenanlagen. Die Griffel sind selten unterhalb oder an der Narbe behaart. Die Narben sind meist kahl.

### Früchte und Samen
Die je nach Art sehr unterschiedlichen Hülsenfrüchte sind kahl oder behaart, aufgedunsen, meist auf der Unterseite gekielt und auf der Oberseite gerillt, einfächerig oder durch eine falsche Scheidewand teilweise oder vollständig zweifächrig; sie enthalten mehrere Samen. Die Fruchtwand ist häutig, lederig oder manchmal hart, dann erscheint die Frucht nussartig. Die haltbaren Kelchblätter sind manchmal zur Fruchtzeit aufgeblasen.
Die in der Regel relativ kleinen Samen sind hart und kugelig, linsenförmig, nierenförmig oder rechtwinklig-nierenförmig und besitzen bei manchen Arten Anhängsel (estrophiolat).

## Blüten- und Ausbreitungsökologie
Die Blüten sind Schmetterlingsblumen und haben einen einfachen Klappmechanismus. Flügel und Schiffchen sind gelenkig verbunden. Hummeln und andere langrüsselige Apoiden sind die häufigsten Bestäuber, im Gebirge auch Schmetterlinge. Bei Astragalus frigidus kann Selbstbestäubung erfolgen.
Bei manchen Arten können die aufgeblasenen Hülsenfrüchte durch den Wind ausgebreitet werden. Bei anderen Arten werden Tiere zur Ausbreitung angelockt (Endozoochorie). Der genaue Ausbreitungsmechanismus ist für viele Arten nicht bekannt.

## Systematik und Verbreitung
Die Gattung Astragalus wurde 1753 durch Carl von Linné in Species Plantarum aufgestellt. Astragalus christianus L.  wurde 1905 durch Per Axel Rydberg als Lectotypus-Art festgelegt. Synonyme für Astragalus L. sind: Acanthophaca Nevski, Aragallus Neck. ex Greene, Astenolobium Nevski, Astracantha Podlech, Atelophragma Rydb., Barnebyella Podlech, Batidophaca Rydb., Brachyphragma Rydb., Cnemidophacos Rydb., Contortuplicata Medik., Cryptorrhynchus Nevski, Ctenophyllum Rydb., Cystium Steven, Didymopelta Regel & Schmalh., Diholcos Rydb., Diplotheca Hochst., Geoprumnon Rydb., Gynophoraria Rydb., Hamosa Medik., Hedyphylla Steven, Hesperastragalus A.Heller, Hesperonix Rydb., Holcophacos Rydb., Homalobus Nutt., Jonesiella Rydb., Kentrophyta Nutt., Kiapasia Woronow ex Grossh., Lonchophaca Rydb., Microphacos Rydb., Mystirophora Nevski, Neodielsia Harms, Oedicephalus Nevski, Onix Medik., Ophiocarpus (Bunge) Ikonn., Orophaca (Torr. & A.Gray) Britton, Oxyglottis (Bunge) Nevski, Phaca L., Phacomene Rydb., Phacopsis Rydb., Pisophaca Rydb., Poecilocarpus Nevski, Pterophacos Rydb., Sewerzowia Regel & Schmalh., Thium Steud., Tragacantha Mill. und Xylophacos Rydb.
Der Gattungsname Astragalus wurde bereits in der Antike als Pflanzenname benutzt. Er gehört zum griechischen Wort astragalos für „Halswirbel, Sprungbein und daraus hergestellte Würfel“. Möglicherweise bezieht sich der Name auf die Form der Samen.
Der deutsche Gattungsname Tragant stammt von griechisch-lateinisch tragacantha (‚Bocksdorn‘).
Das Zentrum der Verbreitung liegt in Eurasien. Die Gattung kommt auch in Nord- und Südamerika sowie im tropischen Afrika vor.

### Äußere Systematik
Die Gattung Astragalus gehört zur Untertribus Astragalinae aus der Tribus Galegeae in der Unterfamilie der Schmetterlingsblütler (Faboideae) innerhalb der Familie der Hülsenfrüchtler (Fabaceae).

### Innere Systematik
Sie ist eine der artenreichsten Bedecktsamer-Gattungen und umfasst 1600 bis 3000 Arten. Etwa 2500 Arten kommen in der Alten Welt und etwa 500 Arten in der Neuen Welt vor. Etwa 400 Arten in 59 Sektionen gibt es in China, davon kommen etwa 221 nur dort vor. Sie gedeihen in fast allen Gebieten der Nordhalbkugel.
Gontcharov hat die Gattung 1965 in neun Untergattungen mit 103 Sektionen unterteilt, die in der alten Welt vorkommen:
- Untergattung Phaca mit 19 Sektionen (auch in Nordamerika)
- Untergattung Caprinus mit 17 Sektionen
- Untergattung Hypoglottis mit drei Sektionen (auch in Nordamerika)
- Untergattung Trimeniaeus mit 13 Sektionen (auch in Nordamerika)
- Untergattung Tragacantha mit drei Sektionen
- Untergattung Calycophysa mit neun Sektionen
- Untergattung Cercidothrix mit 31 Sektionen (auch in Nordamerika)
- Untergattung Epiglottis mit einer Sektion
- Untergattung Calycocystis mit sieben Sektionen

Neben den vier oben genannten Untergattungen kommen in Nordamerika noch folgende Gruppen vor, die von Barneby (1964) als „Phalanxe“ bezeichnet wurden:
- Untergattung Homalobi mit 46 Sektionen und 194 Arten
- Untergattung Piptolobi mit 35 Sektionen und 192 Arten
- Untergattung Orophaca mit zwei Sektionen und sieben Arten

In Südamerika gibt es über 100 Arten, die nicht in den obigen Klassifikationen enthalten sind.
Einige Autoren unterteilen die Gattung Astragalus in 13 Untergattungen mit etwa 220 Sektionen:
- Untergattung Phaca mit etwa 24 bis 26 Sektionen
- Untergattung Caprinus mit etwa 17 Sektionen
- Untergattung Hypoglottis mit etwa 4 bis 5 Sektionen
- Untergattung Trimeniaeus mit etwa 17 bis 18 Sektionen
- Untergattung Tragacantha mit etwa 8 Sektionen
- Untergattung Cercidothrix mit etwa 32 bis 34 Sektionen
- Untergattung Calycophysa mit etwa 10 Sektionen
- Untergattung Calycocystis mit 8 Sektionen
- Untergattung Epiglottis mit 4 Sektionen
- Untergattung Pogonophace mit 3 Sektionen
- Untergattung Homalobi mit 46 Sektionen
- Untergattung Piptolobi mit 35 Sektionen
- Untergattung Orophaca mit 2 Sektionen

### Arten

#### Europäische Arten
In Europa gibt es 127 Arten, wovon folgende in Mitteleuropa vorkommen:
In Deutschland und Österreich vorkommend:
- Alpen-Tragant (Astragalus alpinus L.)
- Sand-Tragant (Astragalus arenarius L.)
- Südlicher Tragant (Astragalus australis (L.) Lam.)
- Kicher-Tragant (Astragalus cicer L.)
- Dänischer Tragant (Astragalus danicus Retz.)
- Boden-Tragant, Stängelloser Tragant (Astragalus exscapus L.)
- Gletscher-Tragant, Kälte-Tragant (Astragalus frigidus (L.) A.Gray)
- Bärenschote, Süß-Tragant (Astragalus glycyphyllos L.)
- Esparsetten-Tragant, Langfahnen-Tragant (Astragalus onobrychis L.)
- Hänge-Tragant, Blasen-Tragant (Astragalus penduliflorus Lam.)

Zusätzlich in Österreich und Südtirol vorkommend:
- Rau-Tragant (Astragalus asper Jacq.)
- Österreich-Tragant (Astragalus austriacus Jacq.)
- Liege-Tragant (Astragalus depressus L.)
- Purpur-Tragant (Astragalus hypoglottis L.)
- Lienz-Tragant (Astragalus leontinus Wulfen)
- Montpellier-Tragant (Astragalus monspessulanus L.)
- Norwegen-Tragant (Astragalus norvegicus Weber)
- Dorn-Tragant (Astragalus sempervirens Lam.)
- Furchen-Tragant (Astragalus sulcatus L.)
- Aufgeblasener Tragant (Astragalus vesicarius L.)

Weitere europäische Arten:
- Astragalus alopecurus Pall.
- Astragalus angustifolius Lam.
- Astragalus aquilanus Anzal.
- Astragalus austroaegaeus Rech.f.
- Kaffeewicke (Astragalus boeticus L.)
- Astragalus depressus L.
- Astragalus echinatus Murray
- Astragalus epiglottis L.
- Haken-Tragant (Astragalus hamosus L.)
- Astragalus idaeus Bunge
- Astragalus nummularius Lam.
- Sägehülse (Astragalus pelecinus (L.) Barneby; Syn.: Biserrula pelecinus L.)
- Astragalus peregrinus Vahl
- Astragalus sinaicus Boiss.
- Marseille-Tragant (Astragalus tragacantha L., Syn.: Astragalus massiliensis (Mill.) Lam.)

#### Außereuropäische altweltliche Arten (Auswahl)
In der Alten Welt kommen außerdem u. a. folgende Arten vor:
- Astragalus friederikeanus Kit Tan & Zeitl. (Südtürkei).
- Astragalus sarcocolla Dymock[19]
- Astragalus sinicus L.

#### Neuweltliche Arten (Auswahl)
- Astragalus crassicarpus Nutt. (Nordamerika).
- Astragalus phoenix Barneby (Nevada, USA)

## Geschichte

### Verwendung
Der Bocksdornstrauch (lateinisch früher Dragantum) wurde wie dessen Wurzel bereits in der Antike zur Herstellung von Arzneimitteln gebraucht. Insbesondere das Sarkokoll-Harz (lateinisch Sarcocolla), die auch Persisches Gummi genannte harzige Ausscheidung von Astragalus sarcocolla (bzw. der Penaeazeen Sarcocolla fuscata oder Sarcocolla squamosa) fand Verwendung, ebenso der Schleim bzw. das Gummiharz (Gummi draganti, Dragagantum bzw. Traganth) auch anderer Astragalus-Arten, deren Exkret gelegentlich wohl als „Manna“ bezeichnet wurde. Über arabische Quellen gelangte die Praxis der Tragant-Verwendung in das lateinische Mittelalter und sie kann bis ins Ende des 19. Jahrhunderts in Nordeuropa nachgewiesen werden.
Schon im ältesten chinesischen Heilpflanzenbuch, dem Shennong ben cao jing, wurden die Wurzeln von Astragalus mongholicus (=Astragalus membranaceus var. mongholicus) unter dem Namen Huáng qí (黃芪) prominent behandelt und es wurde ihnen eine allgemein tonisierende Wirkung zugeschrieben. Auch die aktuell gültigen chinesischen Arzneibücher empfehlen die Einnahme der Droge unter anderem bei allgemeiner Schwäche. Studien zufolge können Extrakte aus den Wurzeln dieser Pflanzenart erfolgreich gegen Allergien eingesetzt werden.

### Historische Abbildungen

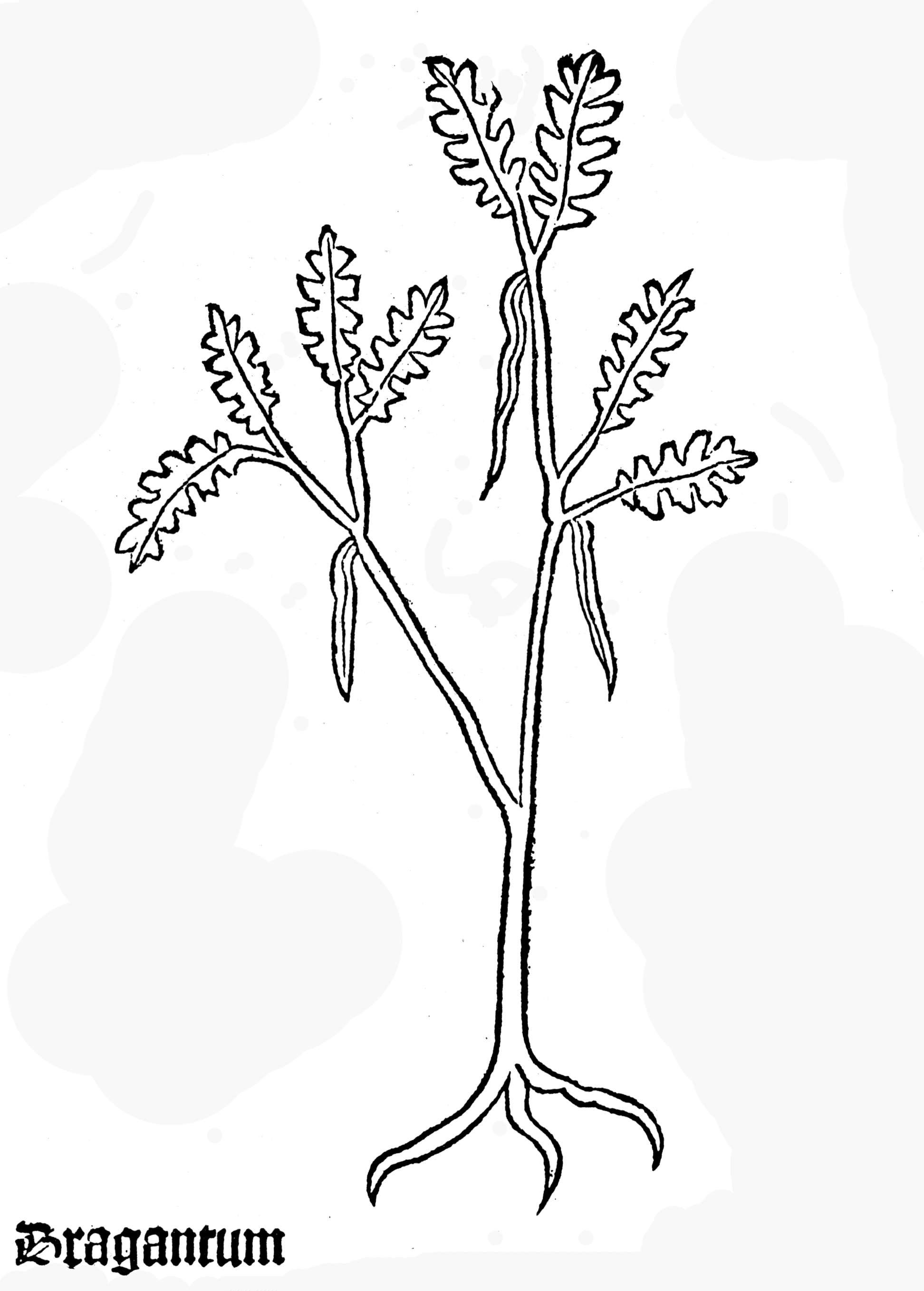
Abbildung zum Kapitel „Dragantum“ im Gart der Gesundheit 1485
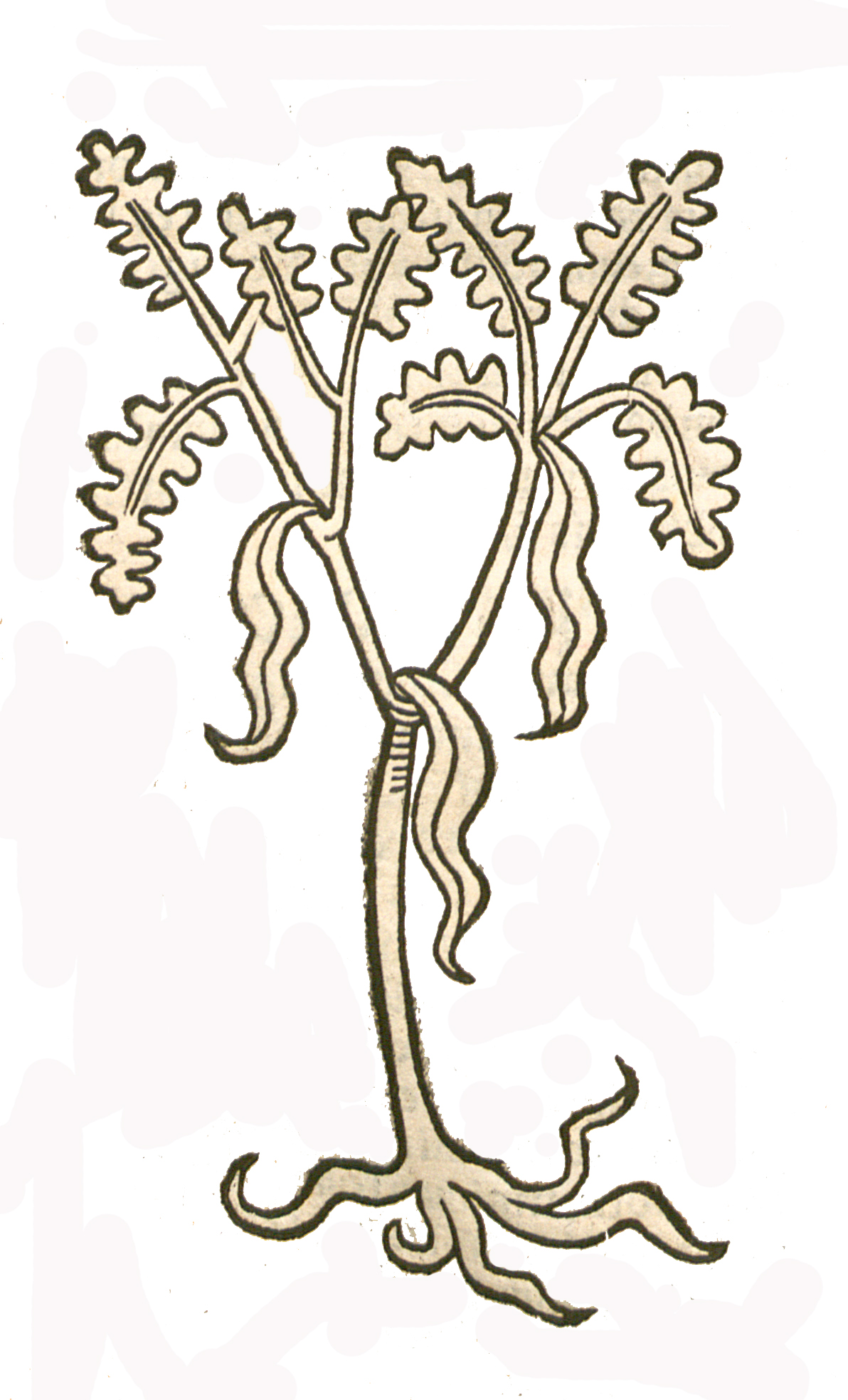
Abbildung zum Kapitel „Dragantum“ im Hortus sanitatis 1491
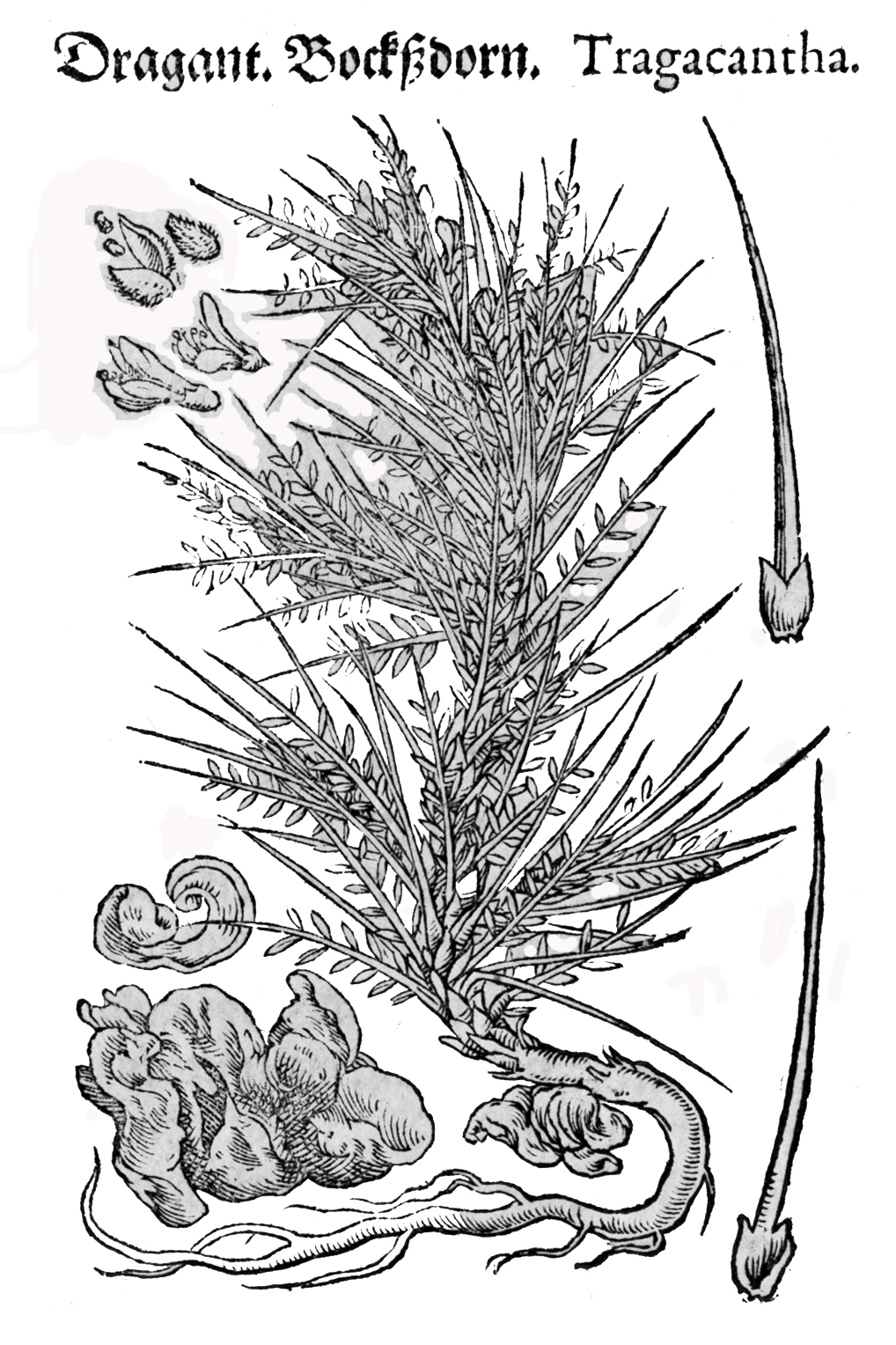
Abbildung von Dragant, Bocksdorn bei Joachim Camerarius dem Jüngeren 1586
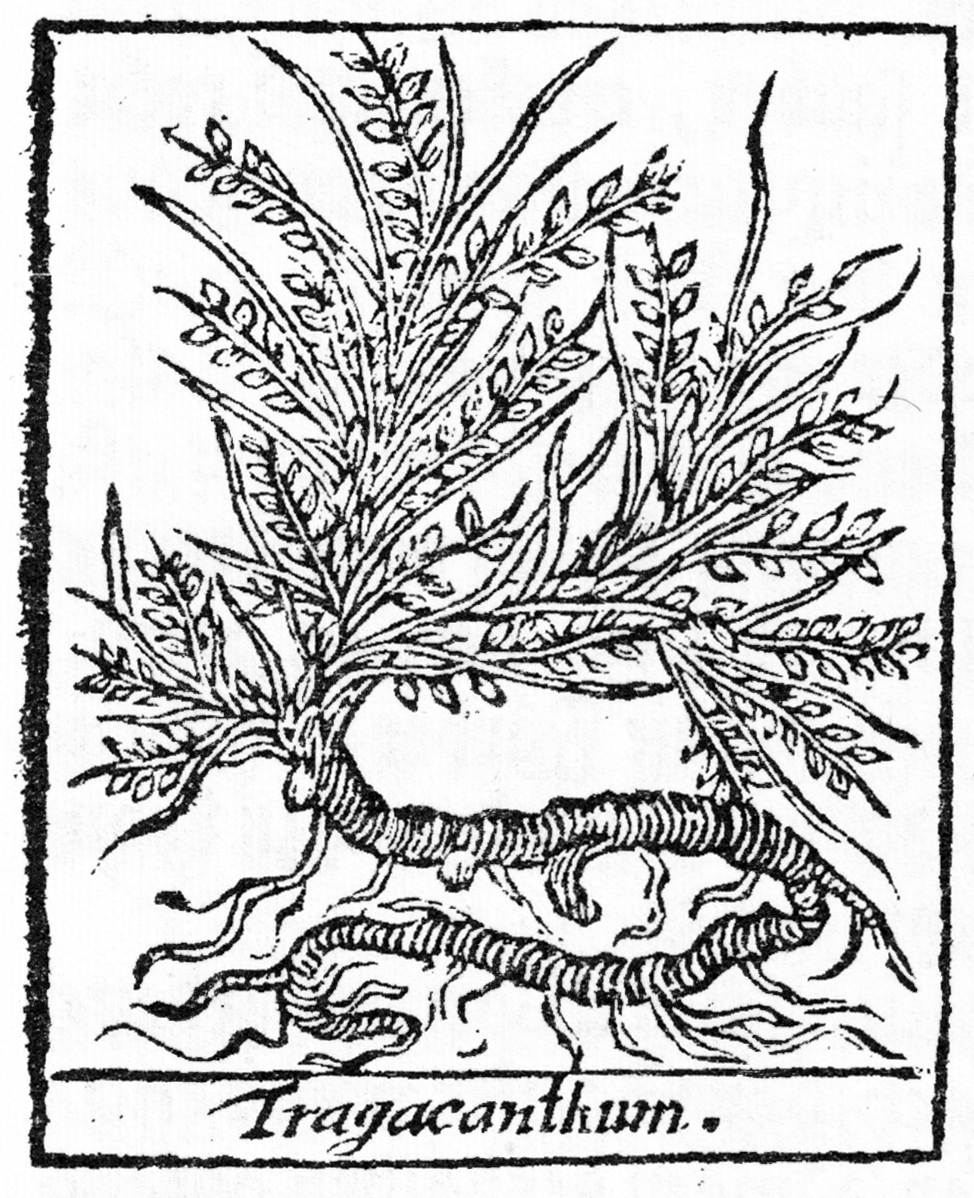
Lémery / Richter 1721
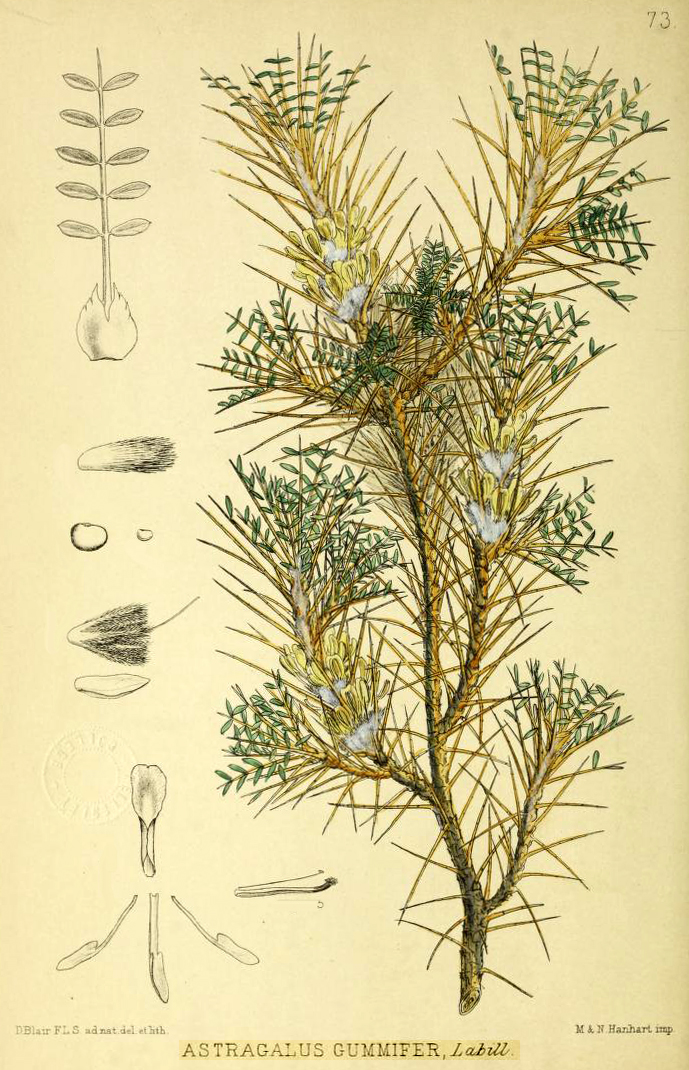
Abbildung von Astragalus gummiferus in Robert Bentley, Henry Trimen. Medicinal plants. 1880
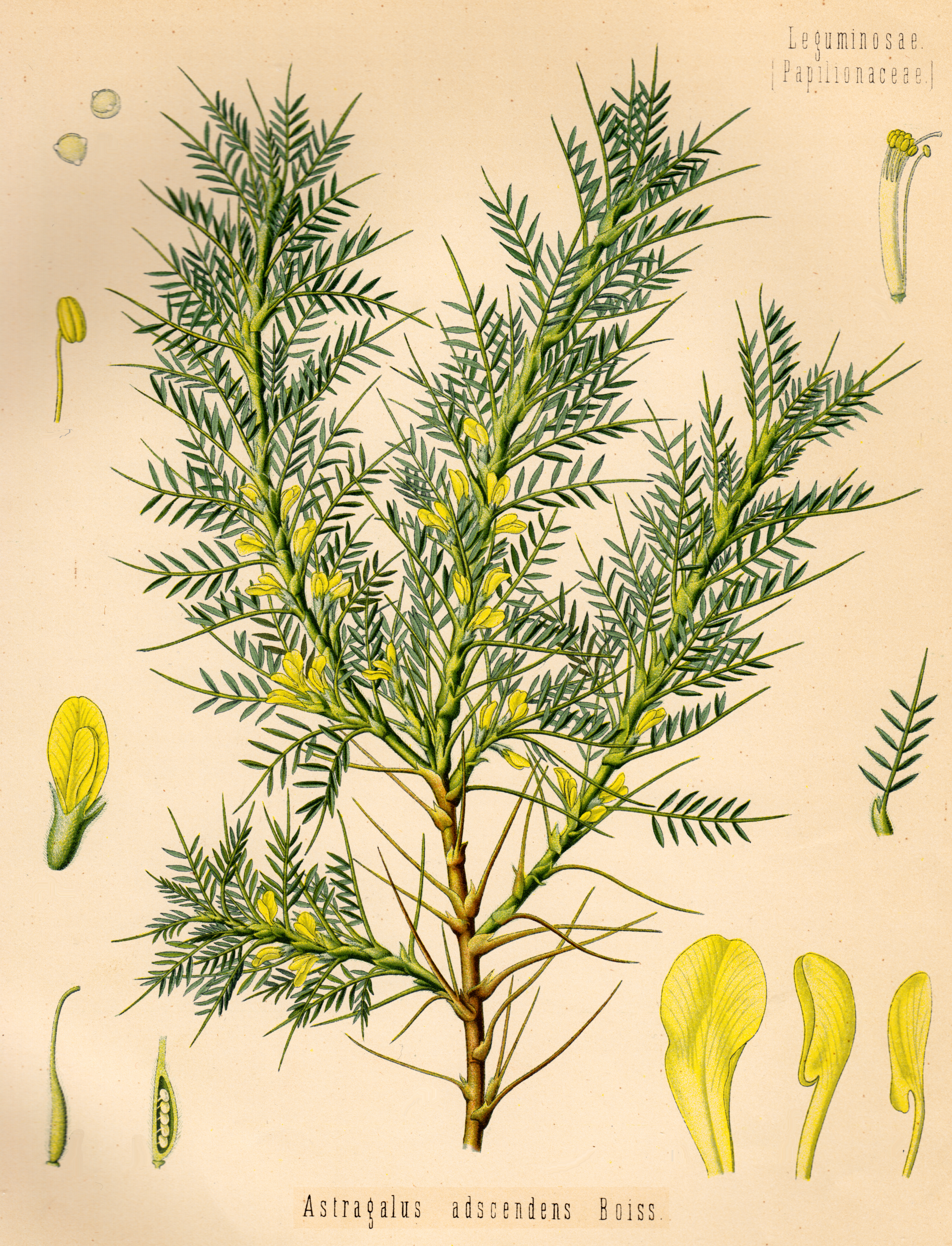
Abbildung von Astragalus adscendens in Köhler’s Medizinal-Pflanzen 1887